# Championnat de Tunisie masculin de volley-ball 1979-1980
Navigation
Saison précédente Saison suivante
Le championnat de Tunisie masculin de volley-ball 1979-1980 est la 25e édition à se tenir depuis 1956. Il est disputé par les dix meilleurs clubs du pays en aller et retour.
Quatre clubs se disputent le titre jusqu'au bout : l'Avenir sportif de La Marsa, grâce à son meilleur set-average par rapport au Club olympique de Kélibia et à son avantage sur l'Espérance sportive de Tunis et le Club sportif sfaxien, conquiert le titre. Entraînée par Ahmed Ghorbel, l'équipe comprend Ezzeddine Mhedhebi, Fakhreddine Choukair, Béchir Louzir, Bassem Louzir, Slim Mehrezi, Raafat Chennoufi, Lassaad Karoui, Yacine Mezlini, Hechmi Louzir, Raja Hayder, Ridha Ben Miled, Kamel Kenzari et Ridha Ben Khoud.
L'Espérance sportive de Tunis prend sa revanche en coupe de Tunisie en dominant le champion sur un score de 3-0. Les vainqueurs sont Fares Ben Ayed, Samir Tebourski, Youssef Besbes, Mourad Tebourski, Slim Chiboub, Raouf Cheikh-Rouhou, Fethi Jerbi, Abdelaziz Bousarsar, Foued Maatoug, Kacem Grombali, Moneim Bousarsar et Mourad Bach Hamba.
En bas du tableau, le promu, le Club sportif de Hammam Lif, devait rétrograder mais il est sauvé par la décision de porter le nombre de clubs de division nationale à douze. Les deux premiers de la division d'honneur, l'Association sportive des PTT Sfax et l'Étoile sportive de Radès, sont promus.

## Division nationale
| Rang | Équipe                                | Points | Matchs | Victoires | Défaites | Sets pour | Sets contre | Ratio SP/SC |
| 1    | Avenir sportif de La Marsa            | 32     | 18     | 14        | 4        | 47        | 20          | 2.35        |
| 2    | Club olympique de Kélibia             | 32     | 18     | 14        | 4        | 48        | 24          | 2           |
| 3    | Espérance sportive de Tunis           | 31     | 18     | 13        | 5        | 44        | 22          | 2           |
| 4    | Club sportif sfaxien                  | 31     | 18     | 13        | 5        | 47        | 25          | 1.88        |
| 5    | Saydia Sports                         | 29     | 18     | 11        | 7        | 40        | 30          | 1.33        |
| 6    | Stade sportif sfaxien                 | 27     | 18     | 9         | 9        | 36        | 35          | 1.03        |
| 7    | Club africain                         | 25     | 18     | 7         | 11       | 25        | 42          | 0.59        |
| 8    | Étoile olympique La Goulette Kram     | 24     | 18     | 6         | 12       | 26        | 44          | 0.59        |
| 9    | Union sportive des transports de Sfax | 21     | 18     | 3         | 15       | 22        | 48          | 0.46        |
| 10   | Club sportif de Hammam Lif            | 18     | 18     | 0         | 18       | 8         | 54          | 0.15        |

## Division d'honneur
Constitué de dix clubs, le championnat de division d'honneur est remporté par l'Association sportive des PTT Sfax qui retrouve la division nationale en compagnie de l'Étoile sportive de Radès. Le classement final est le suivant :  
- 1er : Association sportive des PTT Sfax : 34 points
- 2e : Étoile sportive de Radès : 33 points
- 3e : Aigle sportif d'El Haouaria : 33 points
- 4e : Al Hilal : 28 points
- 5e : Étoile sportive du Sahel : 28 points
- 6e : Zitouna Sports : 25 points
- 7e :  Jeunesse sportive kairouanaise : 24 points
- 8e : Association sportive des PTT : 24 points
- 9e : Fatah Hammam El Ghezaz : 21 points
- 10e : Union sportive de Carthage : 19 points

## Division 2
Douze clubs sont engagés et répartis en deux poules mais trois d'entre eux déclarent forfait général.

### Poule A
- 1er : Club sportif du ministère de l'Intérieur : 20 points
- 2e : Union sportive de Bousalem : 18 points
- 3e : Avenir sportif de Béja : 15 points
- 4e : Wided athlétique de Montfleury : 13 points
- 5e : Club athlétique bizertin : 9 points
- 6e : Association sportive Bouniane : 8 points

### Poule B
- 1er : Tunis Air Club : 8 points
- 2e : Gazelec sport de Tunis : 6 points
- 3e :  Stade nabeulien : 3 points
- Forfait général de l'Étoile sportive de Métlaoui, de l'Union sportive monastirienne et du Wided sportif d'El Hamma.